# Tortworth
Tortworth is een civil parish in het bestuurlijke gebied South Gloucestershire, in het Engelse graafschap Gloucestershire met 147 inwoners.